# Cristián Gutiérrez
Cristián Daniel Gutiérrez Zúñiga (Québec, 18 febbraio 1997) è un calciatore canadese con cittadinanza cilena, difensore dell'Univ. de Concepción. È il fratello gemello del centrocampista Diego Gutiérrez Zuñiga.

## Carriera
Vinse il campionato cileno nel 2015 e la Copa Chile nel 2016 con il Colo-Colo.

## Palmarès

### Competizioni nazionali
- Campionato cileno: 1

Colo-Colo: 2015-2016
- Coppa del Cile: 1

Colo-Colo: 2016
- Canadian Championship: 1

Vancouver Whitecaps: 2022